# Wang Xinyu
Wang Xinyu (chineză: 王欣瑜; pinyin: Wáng Xīnyú, pronunțat [wǎŋ ɕín y̌]; n. 26 septembrie 2001, Shenzhen, Republica Populară Chineză) este o tenismenă chineză. La 28 auggust 2023, Wang a ajuns pe locul 53 mondial la simplu, cea mai bună clasare a carierei. În iunie 2023, a ajuns pe locul 25 mondial în clasamentul de dublu. În parteneriat cu Hsieh Su-wei, a câștigat titlul la dublu feminin la French Open 2023.

## Viața personală
Wang s-a născut în Shenzhen, Guangdong. Tatăl ei, Wang Peng (născut în Hangzhou, Zhejiang), este un fost antrenor principal al echipei de tenis din Shenzhen și al echipei naționale feminine chineze de tenis, dar a demisionat de la aceasta din urmă pentru a se concentra asupra carierei de tenis a fiicei sale. Mama ei a fost jucătoare în echipa feminină de baschet din Zhejiang. Ambii s-au dedicat să o însoțească pe Wang peste tot. Wang a arătat un mare entuziasm pentru tenis încă din copilărie și, antrenată de tatăl ei, a început să joace corect la vârsta de cinci ani.

## Cariera profesională
Și-a făcut debutul în turneele ITF în iulie 2016, când a avansat din runda de calificare la turneul de 10.000 de dolari de la Prokuplje, Serbia. În runda a doua la proba de simplu, ea a pierdut în fața ucrainencei Marianna Zakarlyuk, clasată pe locul șapte în lume. Ea a câștigat primul ei titlu la acest nivel de tenis în timpul lunii august 2018 la turneul Nonthaburian de 25.000 de dolari, când a învins-o în finală pe colega sa de dublu Wang Si-yu.
Ea și-a făcut debutul la un turneu de Grand Slam la Australian Open 2018. La vârsta de 16 ani, ea a devenit cea mai tânără jucătoare de tenis chineză care a jucat la simplu la un Grand Slam. Ea și-a asigurat wild card-ul prin câștigarea celei de-a șasea ediții a turneului de calificare Asia-Pacific, Australian Open, care a avut loc la Zhuhai în timpul lunii decembrie 2017. A fost eliminată în prima rundă de către nr. 42 mondial, Alizé Cornet, după o înfrângere în două seturi. Meciul a fost și debutul ei în circuitul WTA.
În a doua etapă a Shenzhen Open 2019, în ianuarie, ea a câștigat primul set împotriva numărului 29 mondial Maria Șarapova, dar a trebuit să se retragă la sfârșitul celui de-al doilea set din cauza crampelor la partea inferioară a piciorului. Ea a numit meciul împotriva fostului număr 1 mondial cel mai mare moment al carierei sale. A intrat pentru prima dată în turneul Premier Mandatory la Miami Open 2019. A fost depășită într-un duel de trei seturi de Misaki Doi, o jucătoare japoneză venită din calificări. În septembrie, Wang a ajuns în prima sa finală la nivel de circuit WTA la Jiangxi International Open în proba de dublu. Alături de Zhu Lin, ea a învins compatrioatele Peng Shuai și Zhang Shuai.
A debutat în top 100, după ce a ajuns în sferturile de finală ale Linz Open, la 15 noiembrie 2021, pe locul 99 mondial în clasamentul de final de an. Wang a câștigat primul său meci de Grand Slam din carieră, împotriva lui Ann Li, și a fost învinsă în runda a doua la Australian Open de numărul 2 mondial, Arina Sabalenka.

### 2023: Titlu major la dublu, top 35 la simplu

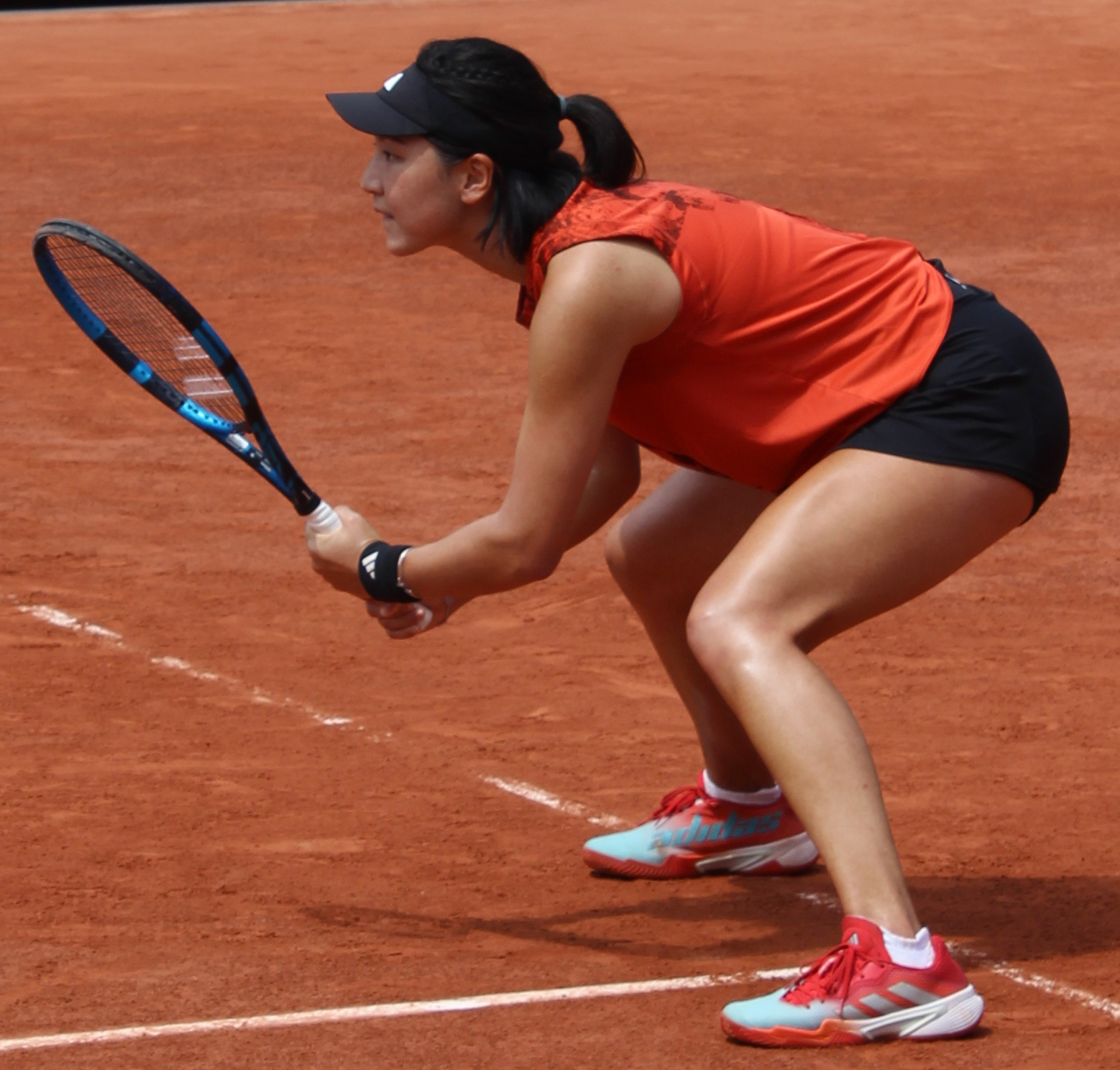
A câștigat proba de dublu la French Open 2023

În parteneriat cu Hsieh Su-wei la Roland Garros, folosind clasamentul protejat, ea a ajuns în finală pentru prima dată la un turneu major. Pe parcurs, perechea a învins-o în runda a doua pe campioana în exercițiu Kristina Mladenovic, care a fost partenera lui Zhang Shuai în acest an, și în runda a treia pe Desirae Krawczyk și Demi Schuurs, favoritele numărul cinci. În sferturile de finală, ele le-au învins pe Veronika Kudermetova și Liudmila Samsonova, iar în semifinale pe Nicole Melichar-Martinez și Ellen Perez, favorite șase, pentru a ajunge în prima lor finală ca pereche. Acolo, ele le-au învins pe Leylah Fernandez și Taylor Townsend pentru a câștiga titlul, primul lor titlu ca echipă și primul titlu de Grand Slam pentru Wang Xinyu.
La US Open, ea a ajuns în runda a patra la simplu pentru prima dată la un turneu major.
La China Open, a ajuns în runda a treia la nivelul WTA 1000 pentru a doua oară, învingând-o pe Daria Kasatkina, cap de serie numărul 11. Ca urmare, ea a ajuns în top 35 în clasamentul WTA la 9 octombrie 2023.

### 2024: Semifinală la Italian Open și top 16 la dublu
Folosindu-se de clasamentul protejat la debut, ea a ajuns în runda a doua la Miami Open și în sferturile de finală la Madrid Open cu Zheng Saisai. Tot la debut, a ajuns pentru prima dată în semifinale la următorul turneu WTA 1000, Openul Italiei, tot cu Zheng, învingând perechea Hsieh/Mertens, cap de serie numărul unu, pentru a se confrunta cu Gauff și Routliffe, capi de serie numărul trei, pentru un loc în finală.